# WK Sistemas
A WK Sistemas é uma empresa de origem catarinense desenvolvedora de software da categoria ERP (sistema integrado de gestão empresarial). Atuando no mercado brasileiro desde 1984, a WK evoluiu de uma pequena empresa regional a uma organização cujos produtos e serviços cobrem o território nacional em sua totalidade. A WK também é conhecida por ser a primeira empresa brasileira a lançar um software de gestão para pequenas e médias empresas.

## História
Nascido em Indaial, Santa Catarina, Werner Keske, fundador e presidente que empresta as iniciais do seu nome ao da empresa, iniciou desde cedo uma série de estudos que o levaria a desenvolver seu primeiro software: um programa para o cálculo de comissões de vendas, preservado até hoje em 106 cartões perfurados. Autodidata, adquiriu em 1970 o seu primeiro livro sobre computação, “Computadores Analógicos e Digitais”, de Celso Marques Penteado Serra.
Em 1971, movido pela constatação de que a carreira de programador oferecia melhores salários no mercado, ingressou em um curso de programação oferecido pela Prodata, empresa subsidiária do Cetil Sistemas de Informática SA, um birô de serviços de processamento de dados localizado na cidade de Blumenau, Santa Catarina. Werner optou pelo curso de Cobol, o que possibilitou o desenvolvimento de um programa que calculava comissões sobre vendas. Tal programa rodava no sistema de cartões perfurados, recurso tecnológico daquela época e que era executado em uma estrutura mainframe IBM 360/25.
Sem uma oportunidade no próprio Cetil, Werner retomou seus estudos. Passados seis meses, ficou sabendo de uma oportunidade no Cetil para a função de perfurador de cartões, candidatou-se à vaga e foi contratado após uma entrevista com Ingo Greuel, fundador e um dos diretores do Cetil Sistemas de Informática SA. Sua ascensão foi rápida dentro do Cetil: trabalhou três meses como perfurador de cartões, sete meses como operador de IBM 360/25 e seis meses como operador de Block-Time no B3500 da Cia. Hering, até que chegasse ao cargo de programador.
Após 11 anos de serviços prestados ao Cetil, Werner Keske fundou em 1984 a sua própria empresa, a WK Sistemas. Em 1997 a empresa foi vencedora do Prêmio ASSESPRO (Associação das Empresas Brasileiras de Tecnologia da Informação, Software e Internet) de Software 1996 na categoria Sistemas de Informação, com o produto XT-D/C Contabilidade Gerencial for Windows 1.2.
Visando dar apoio a pequenas e médias empresas, a empresa lançou em 2007 o ERP Lite Free, primeiro sistema de gestão totalmente gratuito, que leva a pequenos e médios empreendedores o conceito de gestão de grandes empresas.